# Mariano D'Angelo
Mariano D'Angelo (Airola, 22 gennaio 1966) è un attore e scrittore italiano.

## Biografia
Nativo di Airola (BN) ma romano d'adozione (dove compirà tutti i suoi studi fino a laurearsi in giurisprudenza), dopo aver frequentato la scuola di recitazione "Mario Riva", a 22 anni comincia la sua carriera di attore. Quasi subito si propone anche come scrittore teatrale ricevendo il premio Quirino 1997. Fa cabaret con il gruppo "Mamma mia che impressione", da lui fondato insieme a Enzo Salvi.
Nel 2021 pubblica il romanzo Il bastardo giunto alla seconda edizione.

## Attività di spettacolo
Sono suoi gli spettacoli Seduti e abbandonati e Fiumi di forfora, che vengono replicati al Teatro Olimpico e al Teatro Politeama Brancaccio di Roma; sempre con Enzo Salvi firma nel 2007 Er Codice da Vinci, una commedia sui goffi tentativi di rubare la Gioconda.
È anche autore televisivo, coautore delle gag di Enzo Salvi; firma per televisione molti programmi: Cominciamo bene, Suonare Stella, Mio fratello è pakistano, Libero, Veline, Velone, Una giornata particolare, Cultura moderna, Distraction.
Nel 2005 ha recitato ne Il ritorno del Monnezza, al fianco di Claudio Amendola ed Enzo Salvi.
Nel 2011, con la società CB Creations, è produttore esecutivo-creativo per gli eventi Ferrari e creativo per Fiat. Ha un ruolo anche nella produzione di filmati per Fincantieri e Coni.
Nel 2015 è il notaio Alberto Siani, in una puntata della serie Don Matteo.
Nel 2018 collabora come autore per lo spettacolo teatrale di Teo Mammucari Più bella cosa non c'è. 
Nel 2019 collabora come autore per lo spettacolo Papà, perché lo hai fatto? di Maurizio Battista e nel 2019 per lo spettacolo 30 anni e non sentirli, record di incassi al Teatro Olimpico di Roma con oltre 47.000 biglietti venduti.
Nel 2021 firma la regia di 3x2, lo spettacolo dei Gemelli di Guidonia al Teatro Olimpico di Roma.
Reggio Calabria Film Fest 2023 direttore artistico Mimmo Calopresti (e precedenti edizioni) Autore e regista dei live, delle masterclass, dei convegni e del premio internazionale. Per il festival ha prodotto i contenuti multimediali.

## Autore TV
Uno Mattina Estate, RAIUNO - 2025
Bellissima Italia, Missione Benessere condotto da Fabrizio Rocca, RAI DUE ruolo Capo Autore (2025)
Bellissima Italia, generazione green condotto da Fabrizio Rocca, RAI DUE ruolo Capo Autore (2024)
Videobox! RAI DUE ( stagione 2024)
I Mestieri di Mirko programma di Mariano D'Angelo, regia di Paolo Tommasini, su RaiPlay Original  Quarta stagione . Speciale Sardegna (2024) e Nuove puntate (2025) 
…E viva il Videobox! RAI DUE ( stagione 2023/2024) 
I Mestieri di Mirko programma di Mariano D'Angelo, regia di Paolo Tommasini, su RaiPlay Original  Terza stagione (2023/2024) 
I colori dei Borghi  programma di Mariano D'Angelo e Ivan Cardia, regia di Maurizio Di Cesare, su RaiPlay Original (2024) + "I colori dei borghi... ESTATE" 
…E viva il Videobox! RAI DUE ( stagione 2022/2023)
Uno Mattina Estate Show , RAIUNO - 2023
I Mestieri di Mirko programma di Mariano D'Angelo, regia di Paolo Tommasini, su RaiPlay Original e su Rai 2 – seconda stagione con ottimi risultati (2022)
I Mestieri di Mirko programma di Mariano D'Angelo, regia di Paolo Tommasini, su RaiPlay Original (2021) 
Non è mai un errore di Teo Mammucari, sceneggiatore, produzione Queen Movie Media. 2021
Stasera con Uccio Con e di Uccio De Santis - RaiDue (2021) 
Poco di Tanto, su RaiDue prima serata, produzione Ballandi (2020). Fiction di ricostruzione anni 60/70/80. 
Women for Women, RaiDue premio Camomilla contro la violenza di genere. (2020 e 2022) 
Natale a casa Battista, special con Maurizio Battista RaiDue prima serata. (2019) 
Battistology 3 , Comedy Central (2018)
La Vita è Meravigliosa , RAI UNO (2018).. 
Ah Ah Car, Rai 4 di Paolo Mariconda (2016/2017) 
Challenge Four di Paolo Mariconda con Ema Stocholma su Rai 4 (2016/2017) 
Saluti e Baci da Mamma e Papà - sceneggiatore, Mediaset.
Cultura moderna, Italia 1 (2016/2017), di Antonio Ricci con Teo Mammucari 
4 Risate Per RAI 4 (2016). 
Mr Premium Prima e Seconda stagione per Rai Premium condotto da Max Tortora. 2015 / 2016 
S.C.Q.R. Sono Comici Questi Romani Comedy Central ruolo Capo - Progetto 2014 (Seconda Stagione) 
MODELLE A ROTELLE docufiction girata a New York per la Fashion Week in collaborazione con l’omonima fondazione benefica. 
SALVI CHI PUO’ Italia Uno, programma di candid camera 2013, Sunshine Pictures 
S.C.Q.R. Sono Comici Questi Romani Comedy Central ruolo Capo- progetto 2012 
Punto su di te ! Rai Uno con Claudio Lippi e Elisa Isoardi 2012 
Sms - Squadra Molto Speciale ideata ed interpretata insieme ad Enzo Salvi in onda su Italia 1 seconda stagione 
I love Italy di Pasquale Romano, Rai Due (2010) 
Sms - Squadra molto speciale ideata ed interpretata insieme ad Enzo Salvi in onda su Italia 1
Check in regia di Giancarlo Nicotra, Rai Uno (2010)
Dahlia in Campo con Claudio Lippi, Dahlia Tv (2009 - 2010) ruolo capo- progetto 
The Bang sit-com, Italia 1 (2008)
Primo e ultimo di Giovanni Benincasa con Teo Mammucari, Italia 1 (2008)
Distraction con Teo Mammucari, Italia 1 (2007 - 2006)
Cultura moderna Slurp prima serata, Canale 5 (2007) 
Cultura moderna di Antonio Ricci con Teo Mammucari, Canale 5 (2007 - 2006) 
Suonare stella Rai Due (2006) di Carlo Bixio, Publispei. 
Cominciamo bene con Fabrizio Frizzi ed Elsa Di Gati, Rai Tre (2005) 
Mio fratello è pakistano di Giovanni Benincasa e Teo Mammucari, Canale 5 (2005)
Starflash Rai Due (2005)
Telefaidate Canale 5, Pingitore
Veline di Antonio Ricci, Canale 5 (2004) 
Libero di G. Benincasa e Teo Mammucari. Rai Due (2004) 
Una giornata particolare con Milly Carlucci Rai Uno prima serata (2004) • 
Velone di Antonio Ricci. Canale 5 (2003)
Veline di Antonio Ricci, Canale 5 (2002)

## Autore teatro e interprete
Nal 1991, con Enzo Salvi fonda i "Mamma mia che impressione", duo di cabaret che firma le più belle pagine del cabaret romano. Da allora Salvi e D'Angelo spostano la loro produzione anche in teatro, dove ogni anno portano uno spettacolo nuovo, tra essi ricordiamo:
- Baraonda (2009)
- Fratelli Ditalia, Salone Margherita di Roma (2008)
- Er Codice da Vinci, Salone Margherita, Roma – votato come la migliore commedia dell'anno dalla giuria del premio "Teatro e Città" (2007)
- A qualcuno piace Carlo, scritto in collaborazione con Fausto Brizzi, Teatro Brancaccio di Roma (2006)
- Faccia d'Angelo, primo spettacolo da solista, vince il premio Principe della Risata, trasmesso da Rai Due, come spettacolo rivelazione
- La curva della vita, regia di Ennio Coltorti, apre la rassegna "Attori in cerca di autore" al Teatro Quirino di Roma
- Scene da un Manicomio, vince il premio della critica nella manifestazione nazionale di comicità tenuta al Teatro Nazionale di Viterbo
- Scampoli e Mazzancolle, regia di Luca Biglione, musiche di Claudio Simonetti, Teatro dei Satiri di Roma

## Attore
- Cercando Cercando – Rai 2 (1998)
- Seven Show (1999)
- Telenauta '69 di Lillo e Greg (1999)
- Elena 83 di Luca Biglione – film (2000)
- Bucce di banana, regia di Pier Francesco Pingitore, Rai Uno (2000)
- La squadra – serie TV (2000)
- Le barzellette, regia di Carlo Vanzina (2004)
- Il ritorno del Monnezza, regia di Carlo Vanzina (2005)
- Notte prima degli esami, regia di Fausto Brizzi (2006)
- Notte prima degli esami - Oggi, regia di Fausto Brizzi (2007)
- Due imbroglioni e mezzo – film TV (2008)
- The Bang – sitcom (2009)
- Fratelli Benvenuti – serie TV (2010)
- Rocco e i suoi fratelli (2010)
- Almeno tu nell'Universo, regia di Andrea Biglione (2011)
- Box Office 3D - Il film dei film di Ezio Greggio (2011)
- Una cella in due, regia di Nicola Barnaba (2011)
- E io non pago, regia di Alessandro Capone (2012)
- SMS - Squadra molto speciale, regia di Gianluca Petrazzi – sitcom (2010-2013)
- Don Matteo – serie TV (2015)
- Fausto & Furio - Nun potemo perde, regia di Lucio Gaudino (2017)